# Squadre di nuoto sincronizzato ai Giochi della XXIX Olimpiade
Di seguito l'elenco delle sincronette convocate per i Giochi della XXIX Olimpiade.

## Formazioni
NB: in grassetto le rappresentanti della gara di duo, mentre in corsivo le riserve.
| Australia          |                  |
| Sincronetta        | Data di nascita  |
| Eloise Amberger    | 28 gennaio 1987  |
| Coral Bentley      | 30 dicembre 1984 |
| Sarah Bombell      | 12 aprile 1983   |
| Tamika Domrow      | 6 settembre 1989 |
| Myriam Glez        | 20 maggio 1980   |
| Erika Leal-Ramírez | 11 luglio 1977   |
| Tarren Otte        | 29 marzo 1984    |
| Samantha Reid      | 28 ottobre 1988  |
| Bethany Walsh      | 2 novembre 1985  |

| Canada                     |                   |
| Sincronetta                | Data di nascita   |
| Marie-Pier Boudreau Gagnon | 3 marzo 1983      |
| Jessika Dubuc              | 26 giugno 1983    |
| Marie-Pierre Gagné         | 28 febbraio 1983  |
| Dominika Kopcik            | 27 ottobre 1988   |
| Éve Lamoureux              | 10 luglio 1987    |
| Tracy Little               | 26 novembre 1985  |
| Élise Marcotte             | 27 settembre 1988 |
| Jennifer Song              | 3 gennaio 1983    |
| Isabelle Rampling          | 24 giugno 1985    |

| Cina           |                   |
| Sincronetta    | Data di nascita   |
| Gu Beibei      | 25 novembre 1980  |
| Huang Xuechen  | 25 febbraio 1990  |
| Jiang Tingting | 25 settembre 1986 |
| Jiang Wenwen   | 25 settembre 1986 |
| Liu Ou         | 13 novembre 1986  |
| Luo Xi         | 15 dicembre 1987  |
| Sun Qiuting    | 22 settembre 1985 |
| Wang Na        | 27 gennaio 1984   |
| Zhang Xiaohuan | 19 agosto 1980    |

| Egitto            |                  |
| Sincronetta       | Data di nascita  |
| Reem Abdalazem    | 25 novembre 1992 |
| Aziza Abdelfattah | 8 dicembre 1990  |
| Lamyaa Badawi     | 1º aprile 1988   |
| Hagar Badran      | 20 maggio 1989   |
| Dalia El-Gebaly   | 26 marzo 1992    |
| Shaza El-Sayed    | 23 dicembre 1992 |
| Youmna Khallaf    | 8 novembre 1991  |
| Mai Mohamed       | 4 aprile 1990    |
| Nouran Saleh      | 6 giugno 1988    |

| Giappone         |                   |
| Sincronetta      | Data di nascita   |
| Ai Aoki          | 11 maggio 1985    |
| Saho Harada      | 5 novembre 1982   |
| Yumiko Ishiguro  | 31 ottobre 1983   |
| Naoko Kawashima  | 7 aprile 1981     |
| Hiromi Kobayashi | 26 settembre 1984 |
| Erika Komura     | 5 agosto 1982     |
| Ayako Matsumura  | 8 gennaio 1982    |
| Emiko Suzuki     | 12 novembre 1981  |
| Masako Tachibana | 23 novembre 1983  |

| Russia              |                   |
| Sincronetta         | Data di nascita   |
| Ėl'vira Chasjanova  | 28 marzo 1981     |
| Anastasija Davydova | 2 febbraio 1983   |
| Anastasija Ermakova | 8 aprile 1983     |
| Marija Gromova      | 20 luglio 1984    |
| Natal'ja Iščenko    | 8 aprile 1986     |
| Ol'ga Kužela        | 29 agosto 1985    |
| Elena Ovčinnikova   | 17 luglio 1982    |
| Svetlana Romašina   | 21 settembre 1989 |
| Anna Šorina         | 26 agosto 1982    |

| Spagna             |                   |
| Sincronetta        | Data di nascita   |
| Alba María Cabello | 30 aprile 1986    |
| Raquel Corral      | 1º dicembre 1980  |
| Andrea Fuentes     | 7 aprile 1983     |
| Thaïs Henríquez    | 29 ottobre 1982   |
| Laura López        | 24 aprile 1988    |
| Gemma Mengual      | 12 aprile 1977    |
| Gisela Morón       | 25 gennaio 1976   |
| Irina Rodríguez    | 16 settembre 1977 |
| Paola Tirados      | 14 gennaio 1980   |

| Stati Uniti     |                   |
| Sincronetta     | Data di nascita   |
| Brooke Abel     | 15 febbraio 1988  |
| Janet Culp      | 24 febbraio 1982  |
| Kate Hooven     | 3 gennaio 1985    |
| Christina Jones | 17 settembre 1987 |
| Becky Kim       | 28 febbraio 1985  |
| Andrea Nott     | 15 aprile 1982    |
| Annabelle Orme  | 9 marzo 1987      |
| Jill Penner     | 14 novembre 1987  |
| Kim Probst      | 6 marzo 1981      |